# Miniere d'argento dell'alta Val Seriana
Le miniere d'argento dette anche argenterie di Ardese dell'alta Val Seriana risulta fossero ubicate sul territorio di Gromo e di Ardesio indicate nei documenti fin dal 1026. L'attività estrattiva della galena argentifera dell'alta valle è la più antica documentata e la migliore rappresentazione della storia geologica del territorio.

## Geografia
(Giovanni Da Lezze - Descrizione di Bergamo e del suo territorio - 1596)
Le antiche miniere indicate come argentiere di Ardese, erano poste sulla parte destra orografica del fiume Serio che per Ardesio si trovavano sul territorio del monte Secco, mentre  per Gromo erano collocate sulla località detta Coren del Cucì dal masso roccioso che incombe sul borgo antico, con alcuni ingressi disposti fino alla località detta del Regone in  Bettuno Alto. Non è mai stata trovata l'esatta ubicazione delle aperture sul monte Secco di Ardesio anche se i documenti ne testimoniano la presenza, e il MAP di Gromo conserva un elemento di galena proveniente proprio da una località di questo comune. A Gromo sono invece ben visibili le antiche miniere che, pur non essendo visitabili per motivi di sicurezza, mostrano l'apertura principale.

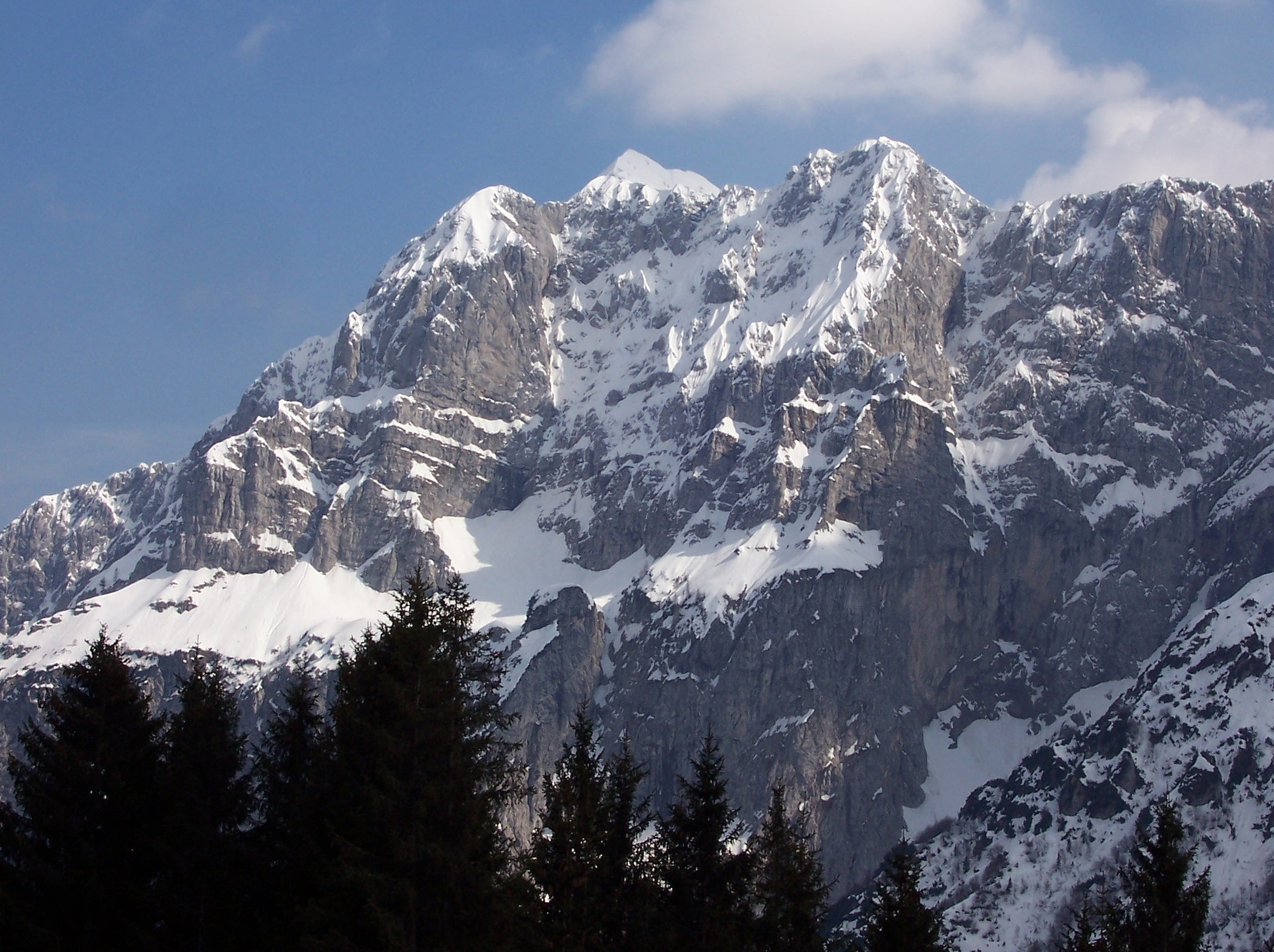
Monte Secco

## Storia

### I primi documenti
(31 dicembre 1977, Archivio vescovile di Bergamo)
L'alta val Seriana nelle località di Ardesio, Gromo, Gandellino e Lizzola è fin dall'epoca romana zona estrattiva di materiale minerario in particolare di siderite con la fabbricazione di lame in acciaio, rame e barite la cui estrazione è documentata fino alla metà del XX secolo, ma sicuramente quella che fu la più grande ricchezza del territorio alla nascita del secondo millennio è la galena argentifera.

Il territorio con altri della bergamasca, era stato donato da Carlo Magno nel 774 al monastero francese di San Martino di Tours, e nel 1026 il vescovo Ambrogio II della famiglia Martinengo aveva ceduto territori del pavese torinese e milanese ai monaci d'oltralpe in cambio della valle bergamasca cedendo poi i diritti sui possedimenti ai protagonisti della sua famiglia. Con un diploma del 1027 anche l'imperatore Corrado II il Salico confermava i possedimenti e i diritti alla curia di Bergamo. Anche se i tanti anni in cui il territorio era stato controllato da una chiesa troppo lontana, continuava a essere sotto la giurisdizione di alcune famiglie nobili.
Il vescovo con questo atto testimonia quale erano le mire di espansione e di potere della chiesa di Bergamo e della famiglia Martinengo, che proprio nel periodo del suo vescovado acquistò potere sul territorio di Bergamo e Milano.

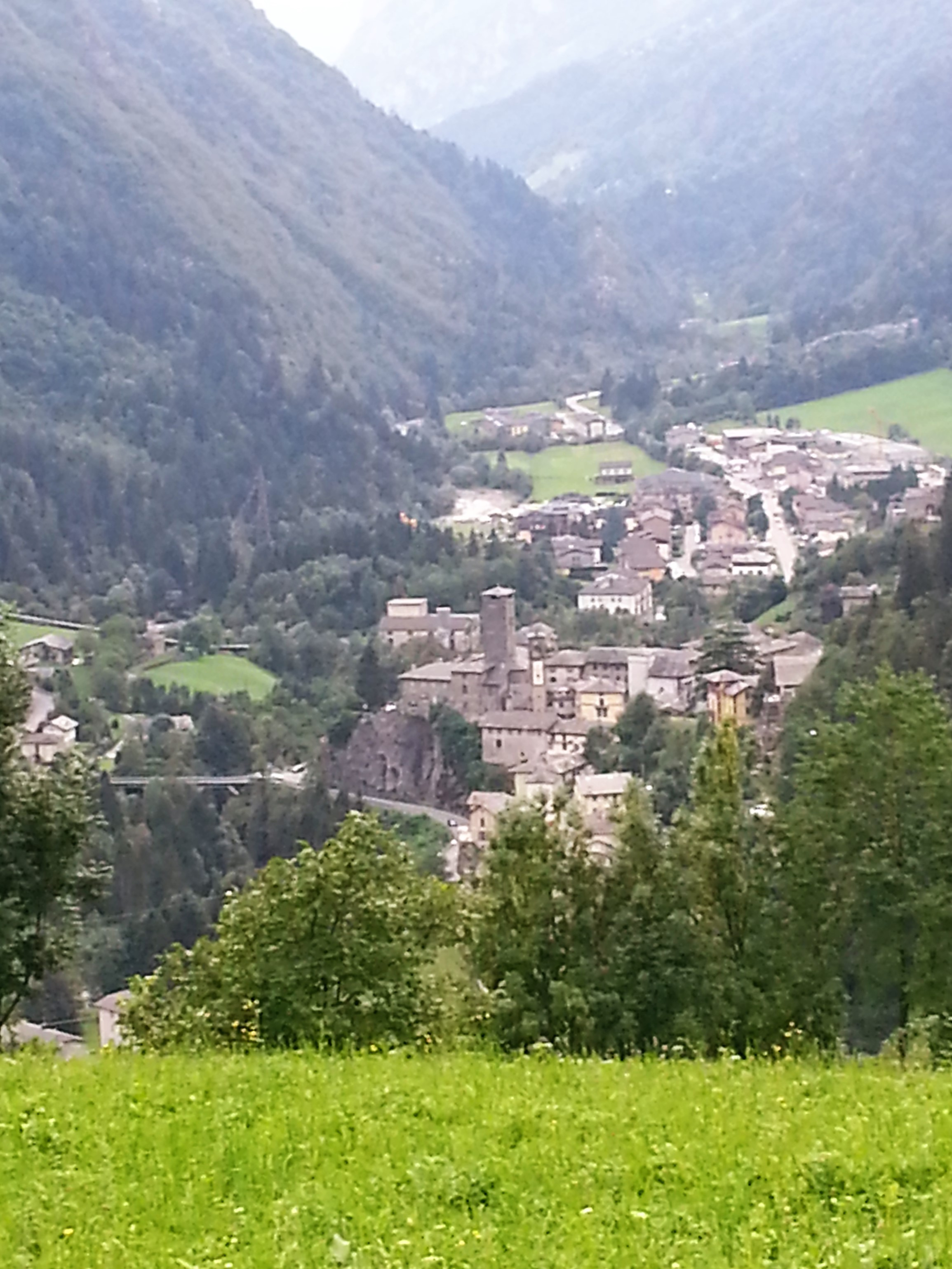
Gromo veduta dal prato del Cucì

Il 31 dicembre 1077 la vedova Otta di Alberico di Martinengo cedette i diritti sulle vene d'argento al presbitero e camerario di Bergamo Landolfo Milenese al prezzo di cinquanta libbre di denari d'argento. Il 23 dicembre 1080 fu redatto un atto tra Olrico subdiacono e Ottone e Vuala da Martinengo per i diritti sulle vene d'argento di Ardesio per una cifra di 20 libbre di denari d'argento milanesi. Questo indica la presenza di più miniere non aventi la medesima rendita. I diritti furono poi ceduti dal Landolfo alla curia il 2 gennaio 1078 in cambio del remedium er mercedem della propria anima, così come quelli acquistati dal presbitero Olrico. I due acquirenti erano stati solo intermediari alla vendita, per nome e conto del vescovo Arnolfo. Infatti l'atto del 31 dicembre 1077, riportava la specifica che Lanfranco e Ottone figli della vedova Martinengo con le rispettive mogli Cuniza e Otta si impegnavano a non molestare né l'acquirente Landolfo ma neppure il vescovo Arnolfo salito al soglio vescovile nel medesimo anno. I documenti non concedono di comprendere quanto valore avessero questi giacimenti, ma la dicitura vena d'argento indica la presenza di filoni contrariamente a quando dichiarò Giovanni Maironi da Ponte che riteneva povere per questo di inutile attenzione.
Dopo la scomunica del vescovo il papa stesso si interessò degli atti chiedendo che ogni contrattazione dell'Arnolfo venisse refutata anche se risulta che solo nel 1117 Vuala di Solto fu Giovanni rimise le proprietà che aveva ottenuto quali feudo al nuovo vescovo Ambrogio III di Mozzo indicando le località dell'alta val Seriana compreso le valli di Ardesio e del Gulio.

### Le controversie
Il vescovo Ambrogio III si interessò poco dei diritti minerari dell'alta valle e la popolazione iniziò ad avere uno spirito di indipendenza, anche perché già gli abitanti di Ardesio e della valle sopra Ardesio godevano del diritto di eleggere il console. Diritto che veniva esercitato forse già dal 409 con il governo di Alarico re dei Goti, diritto poi confermato da Polidoro nel 1004. Il territorio era posto ai margini e lontano dalla città, questo sicuramente favorì l'indipendenza e la sua gestione autonoma.
Toccò al neoeletto vescovo Gregorio tentare di rimettere autorità sul territorio ripristinando i diritti minerari. Furono quindi convocati i consoli di Bergamo a chiarire la controversia tra la curia e la comunità di Ardesio in riferimento alle vene di ferro in monte et plano. modo vel in futuro repertarum. Della località montana erano presenti Rulio da Clusone, Rastello da Gavazzo e Martin Lazzaroni da Fino. I consoli cittadini dichiararono che i vicini valligiani non potevano godere dei diritti del vescovo, e neppure pascolare con il bestiame e raccogliere legna e fare carbone sui prati del monte Secco. Il problema quindi coinvolgeva non solo i diritti minerari ma anche quelli del territorio. Il vescovo chiese alle autorità cittadine di tutelare i suoi interessi presso gli ardesiani. Non fu certo cosa facile, infatti i consoli dovettero garantire altri diritti alla popolazione in cambio di quelli gestiti dal vescovo.
Nel 1146, eletto imperatore Federico Barbarossa, il vescovo Gherardo, filoimperiale, ottenne la conferma sui diritti della Val Seriana e il 17 giugno 1156 l'autorizzazione di batter moneta.
Il vescovo di Bergamo Guala, tentò di recuperare nuovamente i diritti minerari, furono infatti molti che nel 1178 cedettero i propri feudi al vescovo di Bergamo, anche se rimaneva il feudo concesso della curia a Oberto da Vimercate, dovette quindi il Guala firmare una transazione il 31 ottobre 1179 nel palazzo vescovile. Con questo atto viene riconosciuta ai consoli Ambrogio Rancasche e Cremonese di Gromo la giurisdizione sull'alta valle, mentre il vescovo manteneva i diritti di pascolo sul monte Secco, Votala (poi Vodala) nella valle di Ascereto (poi Cereto). Il bosco del Campilio rimaneva zona estrattiva di argento di diritto del vescovo. I vicini dovettero garantire il potere giurisdizionale del vescovo perdendo il diritto di votazione del rettore, ma il console garantendosi una certa autonomia. Il Guala gestì molti terreni e proprietà di Gromo e Ardesio cedendole in affitto o acquistandone altre. In particolare il 5 dicembre 1183 Lanfranco, Guala e Arminio rifiutano nelle mani del vescovo quanto Beltrame e Guglielmo figli di Guglielmo Rivola possiedono nelle località di Gromo e Grumello. Nel medesimo anno il 25 settembre il vescovo Guala cede il diritto di investitura a titolo ereditario il clerico Marinono  della chiesa dei santi Giacomo e Vincenzo di Gromo di appezzamenti di terreni in Valgoglio. Gli succederà il vescovo Lanfranco che continuerà la linea del suo predecessore. Il 25 ottobre 1193 Petrucolo ed Oddolino Rivola vendettero alla curia tutte proprietà che hanno sul territorio della valle dal confine con Parre fino a Fiumerero al costo di 45 libbre. L'atto riporta anche che la Rivola cedette una pars de illis sex partibus que veniunt ad casale de Rivola de facto argenti er medietas que contingebat domno Maurischo id est octava pars tercie partis similiter de facto argenti Con questo atto il vescovo ha ripreso parte dei suoi diritti sulle miniere d'argento. Sempre della famiglia Rivola, Guidotto cede a un nipote del vescovo il feudo che ha in Ardesio, anche questo risulta essere un atto artificioso, sicuramente gli atti che riguardavano i diritti sull'argento erano separati da tutti gli altri atti e vertenze.

Una ulteriore refutazione datata 1211 a favore della curia fu di Bernardo Rivola. 
Il vescovo Giovanni Tornielli ricevette il 14 marzo 1214 da Mazzocco ed Oldicino Rivola i diritti sulle vene d'argento di Ardesio e Gromo al prezzo di 50 libbre di lire imperiali: 
L'aver ceduto i diritti da parte del vescovo Guala nel 1179 non piaceva al nuovo vescovo Giovanni Tornielli che tornò a chiedere al consiglio cittadino i diritti minerari. Furono convocati i rettori dell'alta valle e la sentenza fu a favore del vescovo. I valligiani dovettero pagare il 24 novembre del 1219 davanti all'antica chiesa di San Giorgio ad Ardesio, 25 libbre di denari imperiali quale multa per aver pubblicato lo statuto. Il vescovo voleva i diritti su tutte le miniere; vi è un ulteriore documento del 12 maggio 1225, dove il presbitero Pietro Albertoni per conto dell'episcopato cedette alla chiesa di Ardesio i diritti minerari sull'argento e sul rame che si trovavano sul territorio di Gromo. Diverse vertenze si susseguirono e in quella del 1231 i diritti minerari risultano ancora sotto la giurisdizione della curia di Ardesio gestita dai gastaldi notai Domenico di ser Lorando di Gromo, Alberto Mora, Anderlino Cremonese, e Lorenzo Capponi.
Il vescovo Giovanni Tornielli si appellò al papa chiedendo l'annullamento dello statuto cittadino di Bergamo che definì contra ecclesie libertatem et in favorem eretice previtatis. Era anche il periodo che le scontri violenti tra le famiglie di fazione guelfa come i Rivola o ghibellini come i Suardi devastavano i territori della bergamasca. Le due famiglie trovarono però un punto d'incontro scacciando il podestà Pagano Della Torre e nominando il più famoso Rubaconte da Mandello, il quale sottoscrisse i Capitularia de metallis che vietavano l'esportazione del metallo nei comuni rivali di Bergamo che ne erano privi, emanando che "tutti i metalli del territorio debbano essere portati nella città di Bergamo", con pene e multe per chi non rispettava tali disposizioni: "importante per la zecca cittadina".
Al vescovo rispose poi il podestà Federico Pascepoveri negando ogni sua richiesta, così che il Tornielli si appellò al papa il quale nominò a giudice Guala de Roniis vescovo di Brescia, il quale non poté che dare ragione al vescovo di Bergamo, nel processo che si tenne a Brescia il 14 giugno 1235.

#### La società
Gli atti successivi testimoniano che le miniere erano gestite dalla società Ardecione o Ardizzone. Risulta che chi estraeva minerali doveva versare una cifra giornaliera alla società, vi è infatti una vertenza del 1217 dei sindaci detti domandatore  la società contro un certo Durello di Gromo che aveva goduto delle miniere e che doveva versare la cifra di 59 soldi. Un ulteriore documento indica l'esatta ubicazione delle miniere sul territorio di Gromo: qui est in ripa Serii prope Grumo. I documenti indicano che l'estrazione mineraria non era continuativa e aveva una durata continua di quindici giorni con il pagamento dell'affitto ogni San Martino (11 novembre) e ogni domenica di San Lazzaro (29 luglio).

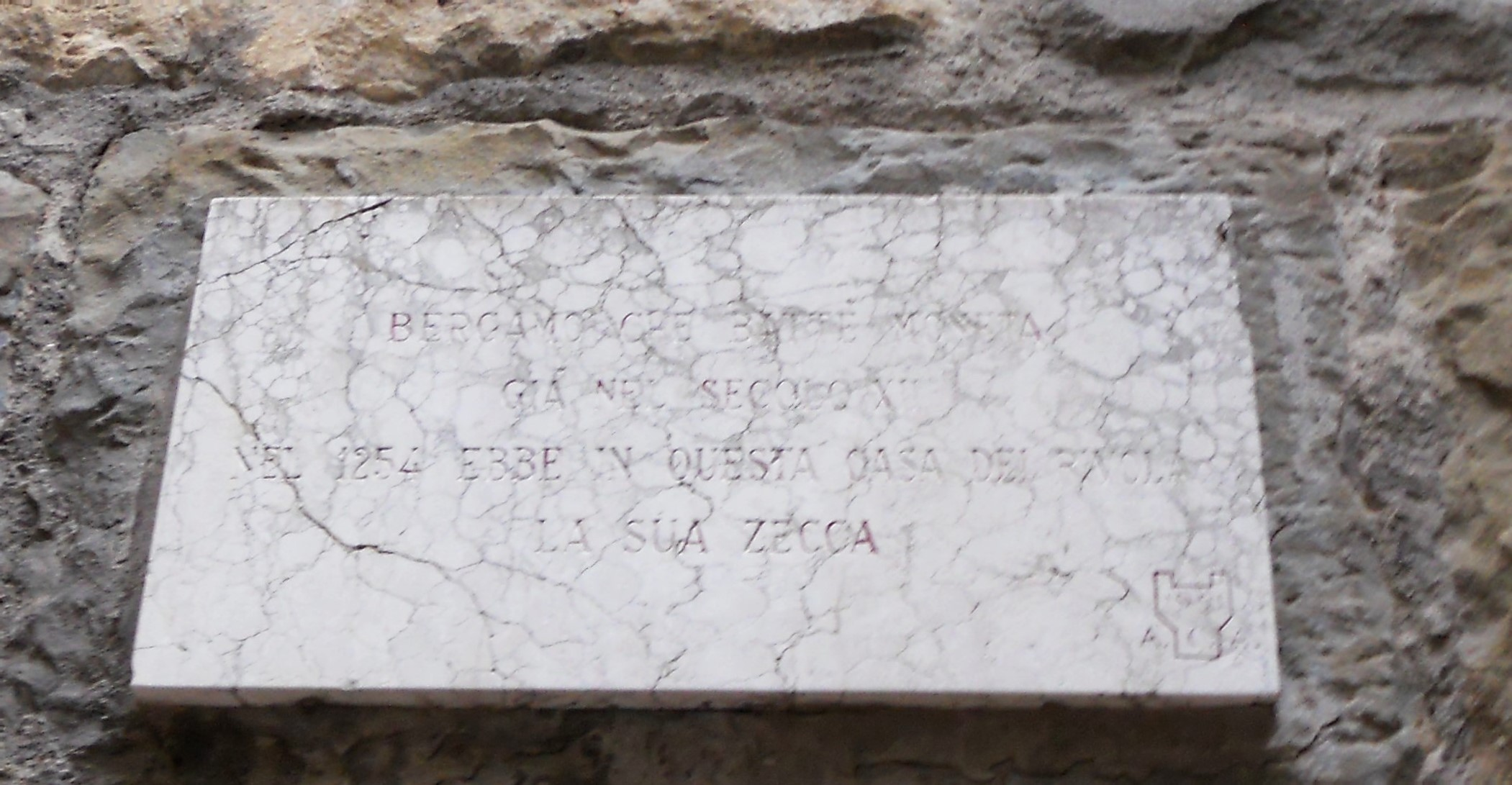
Palazzo Pacchiani Rivola

Non fu certo facile la gestione della società che si trovò più volte coinvolta in disaccordo, anche se le diverse controversie tra la curia e le famiglie nonché il comune di Bergamo, lasciava libertà ai diversi sindaci.

### La chiusura
L'ultimo documento che cita le miniere dell'alta val Seriana è datato 1272. Il vescovo Erbordo cede in affitto a 20 lire imperiali i diritti minerali con obbligo della loro manutenzione. La storia della bergamasca fu sconvolta dalle diverse lotte tra i guelfi e i ghibellini e nel 1302 la zecca di Bergamo che era collocata nel palazzo Pacchiani Rivola smise di produrre soldi in argento. Dai documenti risulta che le miniere erano almeno tre e nel 1303 erano ormai in disuso.